# Pädagogische Akademie Dortmund
Die Pädagogische Akademie Dortmund bestand von 1929 bis 1933 (umbenannt in eine Hochschule für Lehrerbildung) und erneut unter diesem Namen von 1946 bis 1962, bevor sie zur Pädagogischen Hochschule Dortmund umbenannt wurde.
Am 1. Juni 1929 eröffnete der preußische Kultusminister Carl Heinrich Becker die für evangelische Studierende bestimmte Pädagogische Akademie in Dortmund, Luisenstraße 11, mit 35 Studierenden, die Volksschullehrer mit akademischer Ausbildung werden wollten. Erster Akademiedirektor war Kurt Körber. Ihm folgte 1932 bis 1933 Arno Koselleck. Der Neubau der Akademie wurde am Hindenburgdamm (heute: Rheinlanddamm) am 4. Oktober 1930 feierlich eingeweiht. Bedeutende Professoren waren z. B. Friedrich Copei (Professorentitel posthum 1953) oder die ersten weiblichen Vertreter ihrer Fächer in Deutschland Ilse Peters (Religionspädagogin) und Ermentrude Bäcker von Ranke, aber auch der 1932 vom Dienst suspendierte Nationalsozialist Ernst Krieck.
Im April 1933 wurde sie in eine Hochschule für Lehrerbildung (HfL) durch den nationalsozialistischen Reichserziehungsminister Bernhard Rust umbenannt und ab 1934 unter dem nationalsozialistischen Direktor Oswald Muris weitergeführt, den 1939 Moritz Edelmann ablöste. Im Jahr 1933 wurde der Lehrkörper im NS-Sinn umgebildet und zahlreiche Dozenten in die Schule zurück versetzt oder entlassen wie Johannes Sippel und Hans Pflug. In dieser Zeit kamen zahlreiche bedeutende NS-Pädagogen an Professorenämter: z. B. Hermann Rudolf Bäcker, Franz Kade, Horand H. Schacht. Aus der HfL ging ab dem 8. Februar 1941 eine Lehrerbildungsanstalt hervor, die keine Abiturienten mehr aufnahm, sondern nur Schulhelfer ausbildete. Sie bestand bis in den Februar 1945, wurde aber 1942 wegen Zerstörungen nach Altena und später nach Höxter ausgelagert.
Im Dezember 1946 wurde im benachbarten Lünen ersatzweise für den Standort Dortmund erneut eine Stätte für die Lehrerbildung in Westfalen durch die britische Besatzungsbehörde eröffnet, die 1951 in das alte Gebäude am Rheinlanddamm einzog. Es wurden jährlich ca. 150 Studierende aufgenommen. Erster Akademiedirektor nach der am britischen Einspruch gescheiterten Einsetzung des zunächst geplanten NSDAP-Mitglieds Wilhelm Kölsche (1892–1964) war der Widerständler Emil Figge. Zur ersten Generation der Professoren gehörten Wilhelm Menzel, Alfons Perlick, Heinrich-Georg Raskop und Luise von Winterfeld. Ein „Institut für wissenschaftliche Heimatkunde“ unter Perlicks Leitung erfüllte die Bedürfnisse der westfälischen Regionalgeschichte ebenso wie die vieler Vertriebener. Dort wurde 1951 die „Ostdeutsche Forschungsstelle im Lande NRW“ angesiedelt.
Die Akademie wurde 1962 umbenannt in Pädagogische Hochschule Dortmund, die wiederum 1965 Bestandteil der Pädagogischen Hochschule Ruhr wurde.

## Einzelbelege
1. ↑  Jutta Faehndrich: Eine endliche Geschichte: die Heimatbücher der deutschen Vertriebenen Böhlau, 2011. S. 52